# Necker Island (Britse Maagdeneilanden)
Necker Island is een privé-eiland behorend tot de Britse Maagdeneilanden, een Britse Kroonkolonie. Het ligt ongeveer 6 km ten noorden van Virgin Gorda. Het is eigendom van Richard Branson en kan worden gehuurd van Virgin Limited Edition.

## Overzicht
Necker Island was in de 17e eeuw ontdekt door de Nederlandse zeevaarder Jonathan de Neckere, en naar hem vernoemd, maar het eiland bleef onbewoond. In 1965 zouden de journalist Andrew Alexander en fotograaf Don McCullin drie weken op het onbewoonde eiland doorbrengen als schipbreukelingen. Ze hielden het 15 dagen vol, en klaagden over de steekmuggen en bijtende insecten.
In 1978 vernam Richard Branson dat Necker Island te koop was. In 1979 kocht Branson het eiland voor US$180.000. In 1982 werd de Great House, een villa op de heuvel, gebouwd. Het eiland is te huur via Virgin Limited Edition voor groepen van maximaal 30 personen en 6 kinderen. In 2011 werd de Great House door brand verwoest. Er verbleven ongeveer 20 personen in het huis waaronder Kate Winslet. Het huis werd herbouwd, maar in 2017 verwoest door orkaan Irma. De gebouwen zijn weer opgebouwd. In 2020 werd het eiland en de gebouwen onderpand voor een hypothecaire lening om Virgin Atlantic te redden.

## Galerij

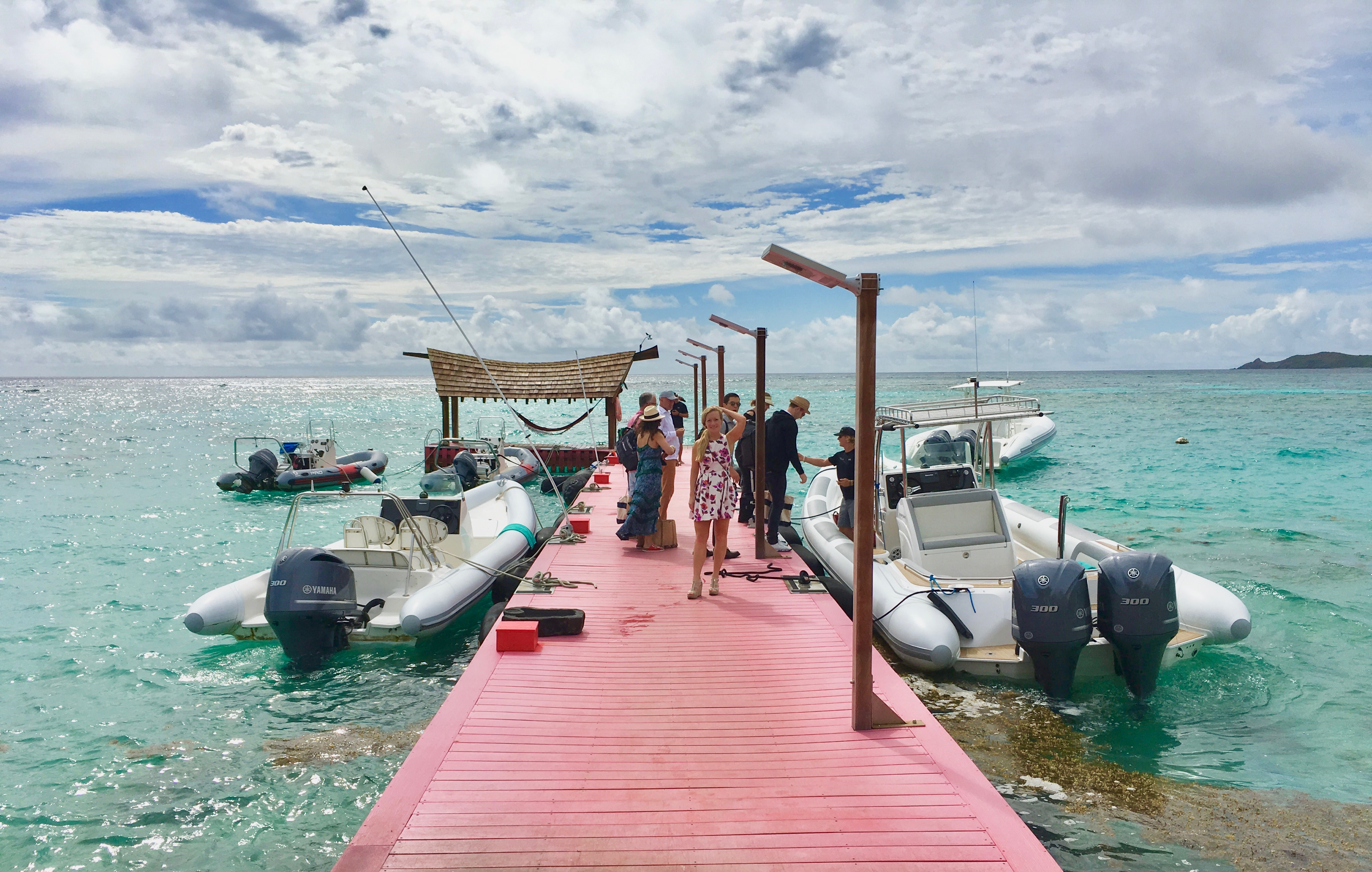
Aankomst van gasten op Necker Island
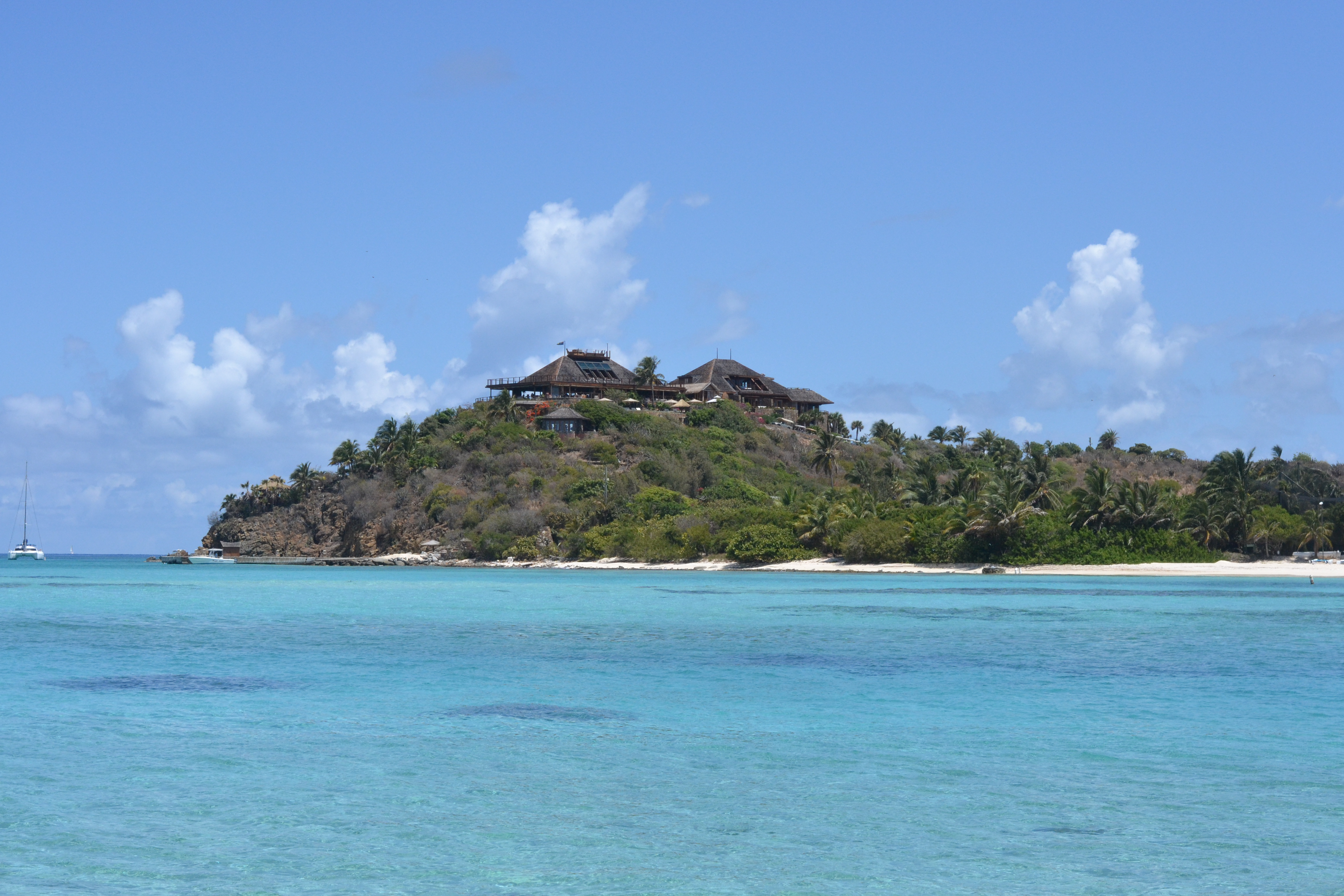
Necker Island met de Great House (2015)

Anegada · Beef Island · Cooper Island · Dead Chest Island · Frenchman's Cay · Ginger Island · Jost Van Dyke · Necker Island · Norman Island · Peter Island · Salt Island · Tortola · Virgin Gorda